# Cantó de Mirecourt
El cantó de Mirecourt és un cantó francès del departament dels Vosges, situat al districte de Neufchâteau. Té 32 municipis i el cap és Mirecourt.

## Municipis
- Mirecourt
- Mattaincourt
- Poussay
- Hymont
- Baudricourt
- Rouvres-en-Xaintois
- Oëlleville
- Ambacourt
- Valleroy-aux-Saules
- Mazirot
- Villers
- Juvaincourt
- Ramecourt
- Puzieux
- Ménil-en-Xaintois
- Vroville
- Frenelle-la-Grande
- Domvallier
- Dombasle-en-Xaintois
- Totainville
- Saint-Menge
- Biécourt
- Thiraucourt
- Remicourt
- Saint-Prancher
- Repel
- Madecourt
- Boulaincourt
- Chef-Haut
- Frenelle-la-Petite
- Chauffecourt
- Blémerey

## Història
| Data d'elecció                           | Identitat         | Partit                | Qualitat |
| ---------------------------------------- | ----------------- | --------------------- | -------- |
| 1945-1947                                | Raymond Brahy     | Radical independent   |          |
| 1947-1973                                | Henri Parisot     | Radical, després CNIP |          |
| 1973-1979                                | Robert Flambeau   | UDF                   |          |
| 1979-1985                                | M. Giet           | PS                    |          |
| 1985-19..                                | M. Doering        | RPR                   |          |
| 19..-1998                                | Jacques Cablé     | RPR                   |          |
| 1998-2004                                | Patrick Beisbardt | PS                    |          |
| 2004-                                    | Patrice Jamis     | PS                    |          |
| les dades anteriors no són pas conegudes |                   |                       |          |
|                                          |                   |                       |          |

## Demografia
| A partir de 1990: Població sense dobles comptes |